# Wetterkurzschlüssel

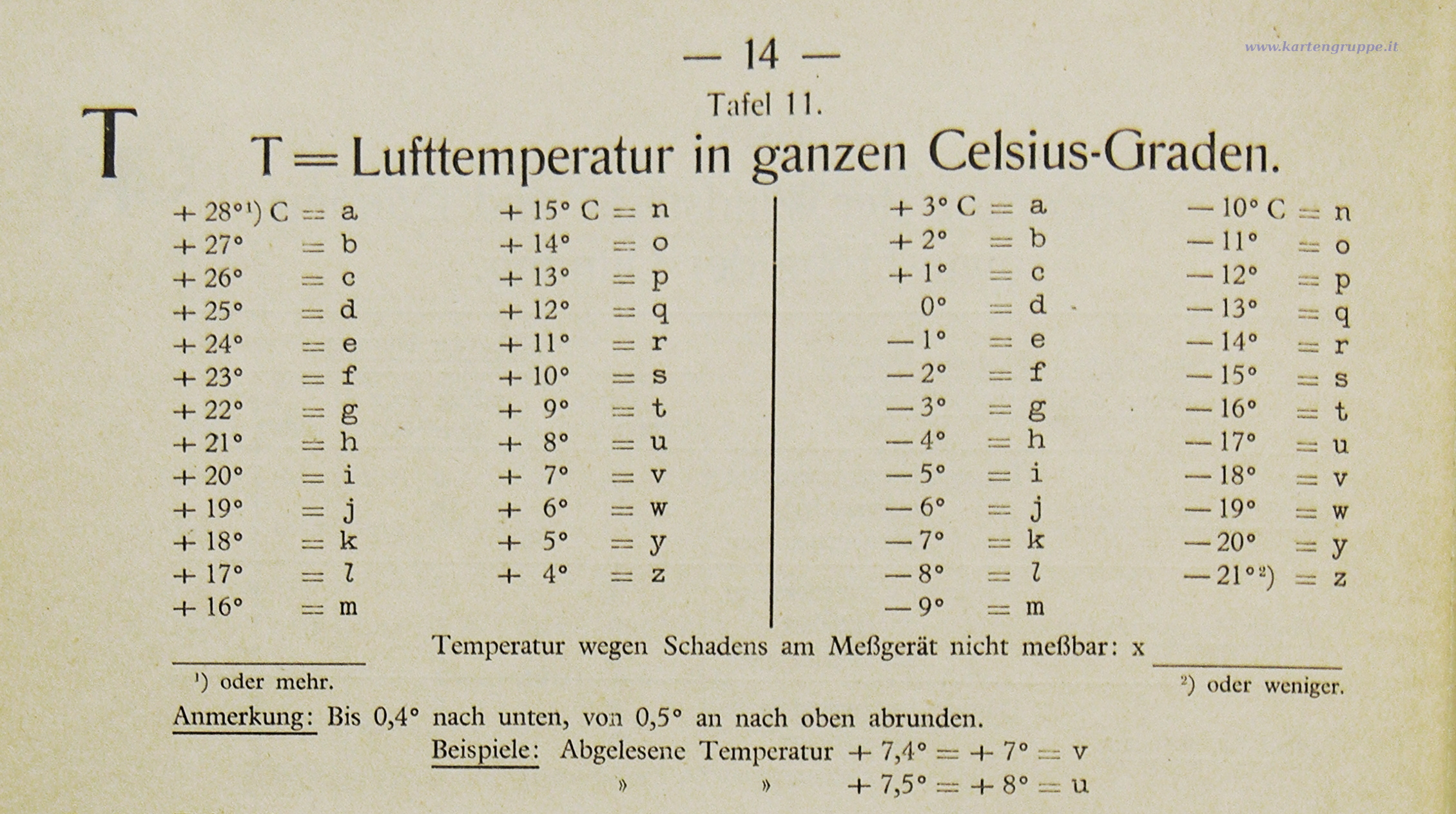
Auf Seite 14 des WKS listet Tafel 11 die zur Lufttemperatur T gehörigen Codebuchstaben auf.

Der Wetterkurzschlüssel (Abkürzung: WKS) war ein Codebuch, das bei den U-Booten der deutschen Kriegsmarine während des Zweiten Weltkriegs zur Verschlüsselung ihrer über Funk gesendeten Wettermeldungen („Wetterkurzsignal“) benutzt wurde.

## Geschichte
Zur Geheimhaltung der im Zweiten Weltkrieg über Funk geführten Kommunikation zwischen dem Befehlshaber der U‑Boote (BdU) und den deutschen U‑Booten, die im Atlantik und im Mittelmeer alliierte Schiffe und Geleitzüge zu versenken hatten, wurde in erster Linie die Schlüsselmaschine Enigma verwendet.
Da die Gefahr der Entdeckung und Ortung der U‑Boote durch alliierte Funkpeilung (“Huff-Duff”) gesehen wurde, wenn diese längere Funksprüche sendeten, und auch aus Gründen der Datenkompression, um so die Sicherheit der Verschlüsselung zu erhöhen, wurde angestrebt, nur möglichst kurze Sprüche zu senden. Hierzu diente der Wetterkurzschlüssel, bei dem, wie bei Codebüchern üblich, eine Reihe von im routinemäßigen Funkverkehr häufig benötigten Wettermeldungen entsprechenden geheimen Buchstabenkombinationen gegenübergestellt wurden.
Eine komplette Wetterbeobachtung eines U‑Boots konnte so auf nur 23 bis 24 Buchstaben reduziert werden, was im Jargon der Kriegsmarine als „Verzifferung“ bezeichnet wurde. und sah danach beispielsweise so aus:
```
mpsjegioswdaphzsoendhqkc
```

Diese Buchstabenfolge wurde anschließend mithilfe der Enigma-Maschine überschlüsselt. Dem erhaltenen Geheimtext wurde noch das „Einleitungszeichen“ w w vorangestellt, bevor er, wie alle anderen Sprüche auch, über Funk gesendet wurde. Dazu reichten etwa zehn bis zwanzig Sekunden aus. Die folgende Tabelle ist der originalen Marinedienstvorschrift (M. Dv. Nr. 443 Wetterkurzschlüssel, S. 14) entnommen. Wie man sieht, wurde eine polyphone Chiffrierung durchgeführt. Das heißt, beispielsweise der Codebuchstabe „a“ konnte eine Temperatur von +28 °C oder von +3 °C bedeuten. Welches der wahre „Klartext“ war, musste der Empfänger anhand der ihm grob bekannten Umgebungsbedingungen des Bootes erschließen. Vorteil dieser polyphonen Verschlüsselung war, dass nur ein einzelner Buchstabe zur Temperaturangabe benötigt wurde und nicht zwei.
```
a +28
 
°C   +3
 
°C
b +27
 
°C   +2
 
°C
c +26
 
°C   +1
 
°C
d +25
 
°C    0
 
°C
e +24
 
°C   -1
 
°C
f +23
 
°C   -2
 
°C
g +22
 
°C   -3
 
°C
h +21
 
°C   -4
 
°C
i +20
 
°C   -5
 
°C
j +19
 
°C   -6
 
°C
k +18
 
°C   -7
 
°C
l +17
 
°C   -8
 
°C
m +16
 
°C   -9
 
°C
n +15
 
°C  -10
 
°C
o +14
 
°C  -11
 
°C
p +13
 
°C  -12
 
°C
q +12
 
°C  -13
 
°C
r +11
 
°C  -14
 
°C
s +10
 
°C  -15
 
°C
t  +9
 
°C  -16
 
°C
u  +8
 
°C  -17
 
°C
v  +7
 
°C  -18
 
°C
w  +6
 
°C  -19
 
°C
y  +5
 
°C  -20
 
°C
z  +4
 
°C  -21
 
°C
x Temperatur wegen Schaden am Meßgerät nicht meßbar (damalige authentische Schreibweise)
```

Anstelle einer ausführlichen Meldung wie beispielsweise Lufttemperatur ist plus zehn Grad wurde nur der Buchstabe „s“ mit der Enigma verschlüsselt und anschließend zusammen mit weiteren verschlüsselten Informationen, wie Luftdruck, Windrichtung, Windstärke, Sichtbedingung, Bewölkung, Wassertemperatur, Position und Absender, die ebenso vor der Verschlüsselung mit ähnlichen Tabellen des Wetterkurzschlüssels „verziffert“ wurden, über Funk gesendet. Der Empfänger wusste aufgrund des Operationsgebietes des Bootes und der Jahreszeit, welche der beiden möglichen Temperaturen, die der Buchstabe „s“ bedeuten konnte (laut obiger Tabelle hier +10 °C oder -15 °C) die richtige Temperatur sein musste.
Auf ähnliche Weise wurde beispielsweise auch die Richtung und die Art der Dünung mit ebenfalls nur einem einzigen Buchstaben codiert:
```
--------------------------------------------------------------------------
Richtung, aus der     |                  Art der Dünung
die Dünung kommt      |  niedrig   | mittelhoch |    hoch    |
--------------------------------------------------------------------------
 N                    |     a      |     i      |     q      |
 NO                   |     b      |     j      |     r      |
 O                    |     c      |     k      |     s      |
 SO                   |     d      |     l      |     t      |
 S                    |     e      |     m      |     u      |
 SW                   |     f      |     n      |     v      |
 W                    |     g      |     o      |     w      |
 NW                   |     h      |     p      |     x      |
 Keine Dünung         |            |            |            |     y
 Durcheinanderlaufend |            |            |            |     z
```

Im Laufe der Zeit kamen unterschiedliche Ausgaben des Wetterkurzschlüssels zum Einsatz. Die erste Ausgabe trug den Decknamen „Weimar“. Sie wurde am 20. Januar 1942 durch die Ausgabe „Eisenach“ abgelöst. Am 10. März 1943 schließlich trat die dritte Ausgabe des Wetterkurzschlüssels in Kraft, die den Codenamen „Naumburg“ trug.
Fatal wirkte sich für die Deutschen aus, dass den Briten mit Kaperung des U‑Bootes U 110 am 9. Mai 1941 sämtliche Geheimdokumente, unter anderem auch der Wetterkurzschlüssel „Weimar“ sowie das Kurzsignalheft in die Hände fiel und dies von der deutschen Führung nicht bemerkt wurde. So gelang es den britischen Codebreakers im englischen Bletchley Park die Verschlüsselung zu brechen und die deutschen U‑Boot-Funksprüche zu entziffern.
Eine Unterbrechung der Entzifferungsfähigkeit (englisch Black-out) gab es dann, als bei den U‑Booten am 1. Februar 1942 die Enigma‑M3 durch das Modell M4 abgelöst wurde. Dieses verfügte im Gegensatz zur M3 nicht nur über drei, sondern über vier Walzen, die zur Verschlüsselung benutzt wurden. Der Black-out konnte erst überwunden werden, nachdem es am 30. Oktober 1942 dem britischen Zerstörer Petard gelang, das deutsche U‑Boot U 559 im Mittelmeer aufzubringen und den Wetterkurzschlüssel Ausgabe „Eisenach“ sowie die aktuelle Fassung des Kurzsignalhefts zu erbeuten.
Im Herbst 1944, in der Endphase des Zweiten Weltkriegs, wurde als technische Innovation das Kurier-Verfahren als neue Methode zur Übermittlung von Wetterkurzsignalen auf einigen U‑Booten erprobt. Jedoch ist es vermutlich nur auf einem einzigen Boot im Fronteinsatz benutzt worden.

## Filmische Rezeption
Ein Wetterkurzschlüssel ist im britischen Spielfilm Enigma – Das Geheimnis zu sehen, der auf dem Roman Enigma basiert und die Entzifferungsarbeit der britischen Codeknacker von Bletchley Park thematisiert. Dabei handelt es sich um ein authentisches deutsches Buch, das während des Zweiten Weltkriegs aus einem deutschen U-Boot erbeutet wurde. Auch die diversen Funksprüche sind speziell für den Film nach den Original-Vorschriften und Verfahren wirklichkeitsgetreu erzeugt und verschlüsselt worden.

## Bekannte Exemplare

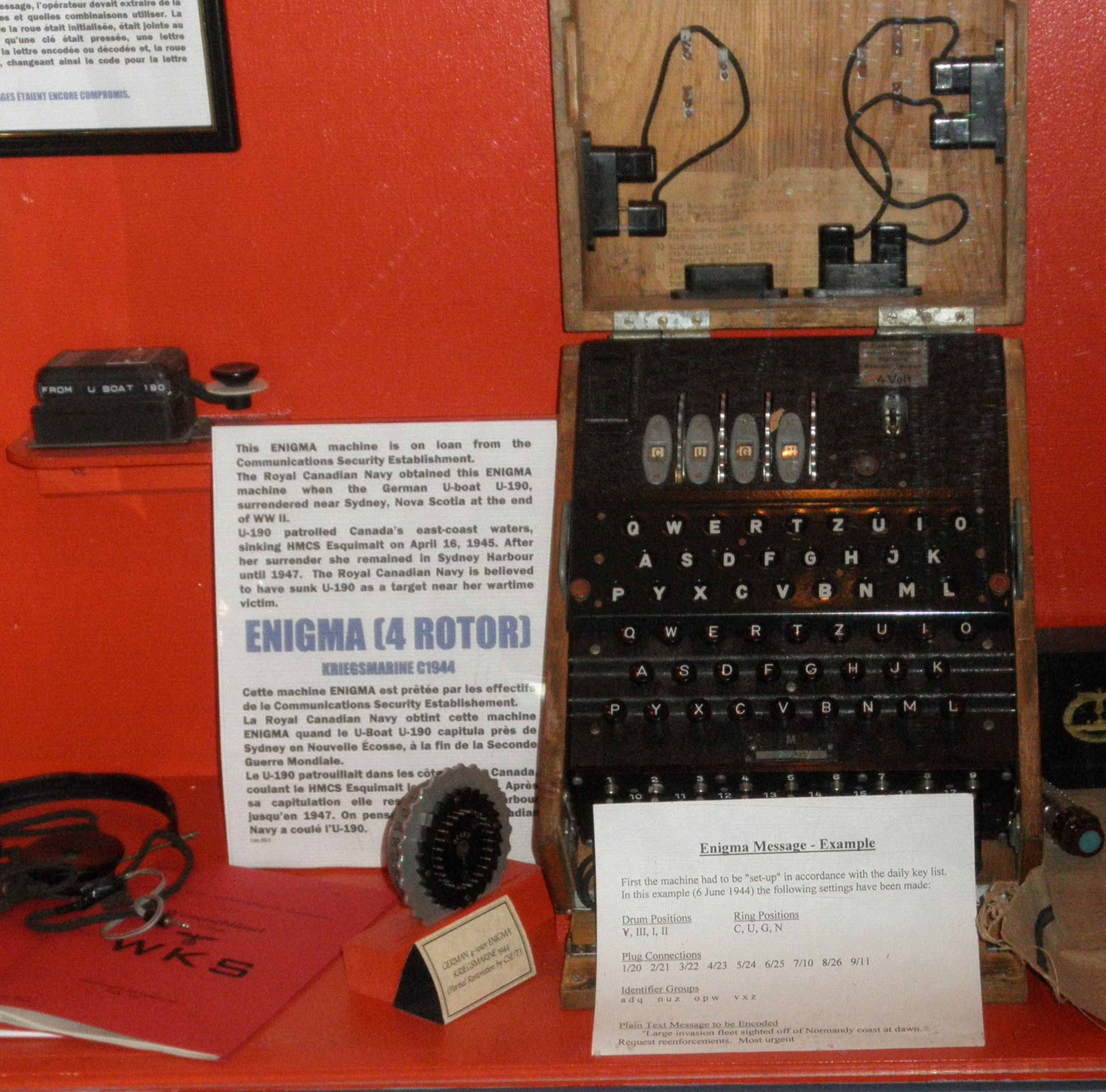
Morsetaste (links) wie auch die Enigma-M4 stammen von U 190 und befinden sich heute im Military Communications and Electronics Museum in Kanada. Unten links ist ein Exemplar des WKS zu sehen.

Es sind nur wenige erhaltene Exemplare des Wetterkurzschlüssels bekannt, eins im Bundesarchiv-Militärarchiv in Freiburg im Breisgau sowie eins im National Cryptologic Museum in den Vereinigten Staaten. Ein Exemplar der dritten Ausgabe des WKS „Naumburg“ wurde im Mai 2018 vom Bonhams-Auktionshaus für 225.000 US$ (ca. 194.000 €) verkauft.